# Neoklasicizem
Neoklasicizem se je pojavil v 18. stoletju iz francoske revolucije, ne le v socialnem, ampak tudi v razvojnem smislu: iz fevdalizma v industrializacijo. Iz Anglije se je industrijska revolucija razširila po vsej Evropi, pomembno vlogo je imelo meščanstvo. Pomembni so bili tudi novi dosežki. Iz Francije so se širili novi ideali, novi pogledi v smislu enakost, bratstvo, svoboda. V Parizu je znamenit Slavolok zmage. Navdušenje se je kmalu spreobrnilo. V tem stoletju so zgodovino obravnavali bolj kot kadarkoli prej. Vračanje v zgodovino se imenuje historicizem, ki je predvsem pomemben za neoklasicizem in romantiko. Zgodovino so hoteli obravnavati kot snov.

## Nastanek
Zaradi arheoloških izkopavanj v Pompejih in Herkulaneumu, se je v Angliji, Franciji in Italiji uveljavil nov pogled na antiko ter se razširil po Evropi in novem svetu. Že samo ime neoklasicizem, nam pove, da so takrat črpali vire iz klasike, torej antične klasike. Umetniki so se naslanjali na grško in rimsko umetnost. Na nastanek neoklasicizma je v veliki meri vplivala tudi francoska revolucija leta 1789. Kasneje se je neoklasicizem zlil z Napoleonovo diktaturo in nastal je nov umetnostni slog Empir.

## Arhitektura
Graditi začnejo velika mesta in jih obnavljati (najbolj v Franciji). Nova arhitekturna struktura mesta: zvezdasto se širi od slavoloka, ogromni bulvarji,  zelo široke glavne ceste-avenije, svetišča, mavzoleji, vile. Prvi je bil Pariz, sledijo mu ostala mesta (Berlin, Budimpešta, Dunaj). Javne stavbe so najpogosteje zgrajene v neoklasicističnem slogu. Na primer: Brandenburška vrata, Berlinski parlament, Mestna hiša.

## Historicizem
Je značilen pojav 19. stoletja, ko so številnim pomembnim stavbam dali podobo starejših obdobij.
Znan francoski arhitekt je bil Pierre François Léonard Fontaine (1762–1853). Opero(slika) v Parizu je zasnoval Charles Garnier. Rojen leta 1825 umrl pa je leta 1898. Opera je  narejena v neobaročnem stilu. Mogočni slavolok zmage(slika) visok kar 51m ter dolg 45m, narejen po ukazu Napoleona Bonaparte je zrisal  J.F. Chalgrin.

## Kiparstvo
Način razmišljanja je isti – vzor v grškem klasicizmu…kiparji so se vrnili k tipu idealne lepote. Želja kiparjev je bila, da gledalec ne bi ločil antičnega in neoklasicističnega dela.
Antonio Canova – velja za največjega mojstra tega obdobja, rodil se je leta 1757 umrl je leta 1822. njegova dela so med drugimi :
- Napoleon, ki ga je izklesal kot boga Mars ima junaško telo, po velikosti in goloti.
- Kupid in Psihe – iz belega kamna, Amor ima razprta krila, ona leži in ga objema.
- Portret Paoline Borghese kot Venere – akt – s tem poudarjanjem klasičnosti, kot v antiki. Leži na zofi, v roki drži jabolko, idealizirana, gledana iz profila in pokrita do pasu.

## Slikarstvo
Vzor iz antike : jasne barve in poteze. Pregledna, jasna in uravnovešena kompozicija. Naravna svetloba. V ospredju je moralna zgodba – estetika, morala, patriarhat.
Jacques Louis David -1748-1825-rodil se je v malomeščanski trgovski družini. Nekaj časa je živel v Rimu, leta 1804 je postal Napoleonov prvi slikar. V svojih slikah je uveljavljal moralno ostrino, treznost, strogost, ki mu jih je razkrilo preučevanje antike. Umrl je v Bruslju. Njegova dela:
- Napoleon Bonaparte na prelazu sv. Bernarda – konjeniški portret, Reprezentančen.
- Maratova smrt – Marat eden od revolucionarjev v Napoleonovem času (umorjen v kopeli).
- Prisega Horacijev